# Jean de Constant
Louis Etienne Jean Léonce Balluet d'Estournelles de Constant Rebecque (La Flèche, 15 settembre 1859 – Parigi, 21 luglio 1949) è stato un velista francese.
Partecipò ai giochi della II Olimpiade di Parigi nel 1900 a bordo di Pierre et Jean, con il quale giunse quinto nella gara olimpica della classe da mezza a una tonnellata. Con la stessa imbarcazione prese parte anche alla gara di classe aperta, in cui arrivò quinto.